# جون دي لوسون
جون دي لوسون (بالإنجليزية: John D. Lawson)‏ (و. 1923 – 2008 م) هو فيزيائي، ومهندس من المملكة المتحدة . ولد في كوفنتري . وكان عضواً في الجمعية الملكية .

## التعليم
تعلم في جامعة كامبريدج

## جوائز
حصل على جوائز منها:
- زمالة الجمعية الملكية.